# Lempira (indianenleider)

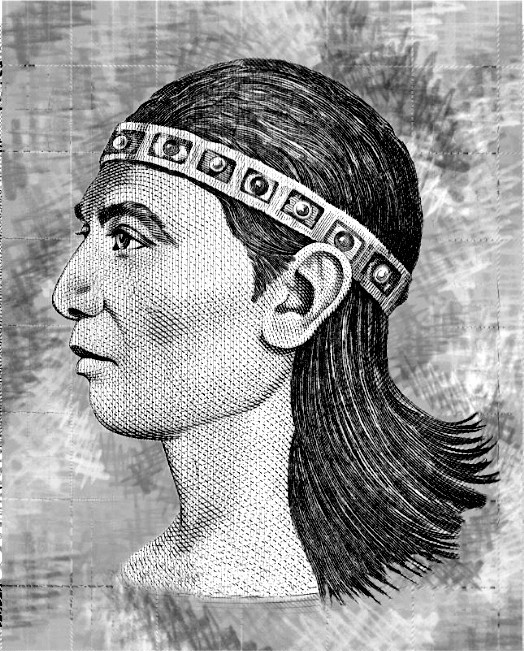
Lempira

Lempira (1499? – 1537) was een indianenleider in Honduras die lange tijd succesvol weerstand bood aan de Spanjaarden.
Als Lenca stamde hij af van de Maya’s. Gedurende de jaren dertig van de 16e eeuw vocht zijn leger tegen de Spaanse troepen die geleid werden door Francisco de Montejo en Alonso de Cáceres. Hij wist verschillende kleine Lenca-legers dermate effectief te verenigen dat hij in 1537 aan het hoofd stond van een macht van dertigduizend soldaten, verdeeld over ruim tweehonderd dorpen. Het doel van Lempira was niet uitsluitend het voeren van oorlog. Hij zond ook regelmatig vredesvoorstellen naar Cáceres, die echter van de hand werden gewezen.

## Theorieën over zijn dood
Over de omstandigheden van zijn dood in 1537 bestaan verschillende inzichten.
Geschiedschrijvers uit de 16e eeuw maken melding van een verraad van Spaanse zijde: toen de Spanjaarden Lempira niet wisten te overwinnen besloten ze hem in een val te laten lopen. Twee afgevaardigden van Cáceres zouden naar Lempira zijn gestuurd onder het voorwendsel te willen overleggen over een wapenstilstand. Tijdens het overleg, op het moment dat de drie mannen te paard klommen, zou Lempira door een van hen zijn gedood.
Andere auteurs uit diezelfde periode echter melden dat Lempira werd gedood in een grote man-tegen-man veldslag.
Een derde versie van de gebeurtenissen wordt verteld door de Lenca’s: er was inderdaad sprake geweest van een verraad, maar op het moment dat Lempira zou worden doodgeschoten merkte hij wat er gebeurde en hij sprong van de rotsen om de eer aan zichzelf te houden.
Wat er ook is voorgevallen, het lichaam van Lempira is in elk geval nooit teruggevonden. De Lenca’s menen dat dat komt doordat de rotsen hem hebben omarmd: zij hebben het lichaam tot zich genomen.

## Erfenis
Met de dood van Lempira doofde ook het verzet van de Lenca’s tegen de Spanjaarden uit. Lempira werd echter het symbool voor de indiaanse cultuur in Honduras en hij werd een nationale held in het land.
Het gebied waar het leger van Lempira vocht wordt nu het departement Lempira genoemd. Ook de munteenheid van het land is naar hem vernoemd: de lempira met Lempira's beeltenis op het rode biljet van één lempira.